# Religión en Panamá

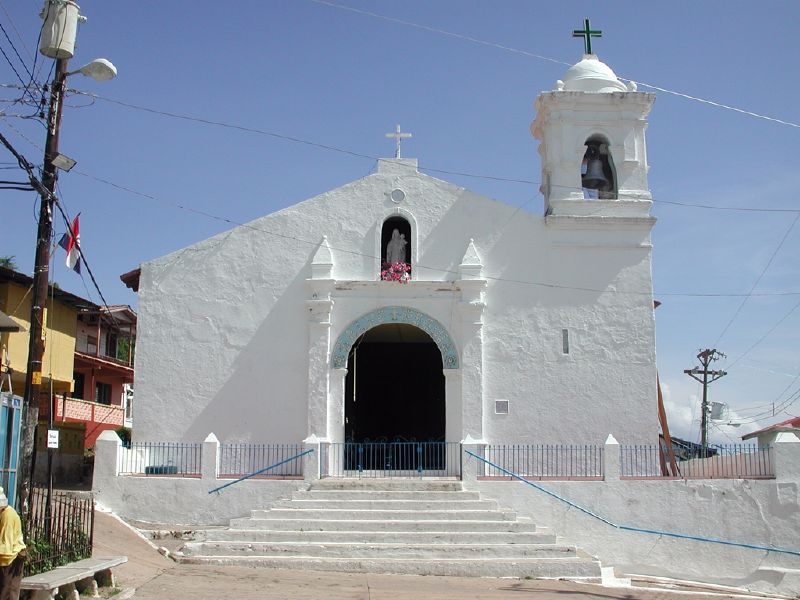
Iglesia de San Pedro en la Isla de Taboga en Panamá. La Iglesia de San Pedro es la segunda iglesia más antigua de la época de la colonia española en el hemisferio occidental.

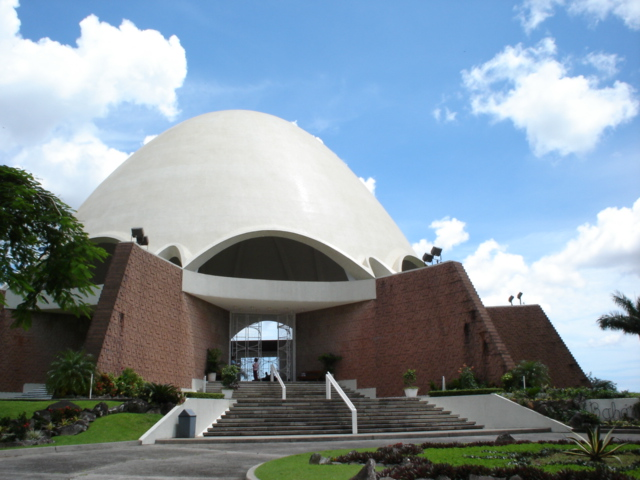
Casa de Adoración Bahá'í en Panamá

La religión en Panamá está amparada por la Constitución Política de la República de Panamá, la cual establece la libertad de culto. Aunque con algunas reservas, el gobierno generalmente respeta este derecho.
En 2022, el Instituto Nacional de Estadística y Censo (INEC) publicó una encuesta de propósitos múltiples donde 65% de los participantes respondieron profesar la religión cristiano católica, 22% la cristiano evangélica, mientras que 8% respondieron no profesar ninguna. 
La comunidad bahaísta en Panamá abarca el 2% de la población nacional con unos 60 000 adscritos, incluyendo cerca del 10 % de la población ngäbe; los Bahá'ís mantienen en Panamá una de las siete Casas de Adoración Bahá'í del mundo. La Iglesia de Jesucristo de los Santos de los Últimos Días, también conocidos como mormones, posee unos 40 000 miembros en el país. Entre los grupos religiosos con menos adscritos, tenemos a los adventistas del séptimo día, Testigos de Jehová, episcopales que tienen entre 7000 y 10 000 miembros, judía y comunidades musulmanas, con aproximadamente 10 000 miembros cada uno, hindúes, budistas, y otros cristianos. Entre las religiones indígenas tenemos al Ibeorgun, del pueblo guna, y la Mama Tatda, entre los ngäbe. También, podemos encontrar núcleos aislados de la comunidad rastafari.

## Cristianismo

### Catolicismo

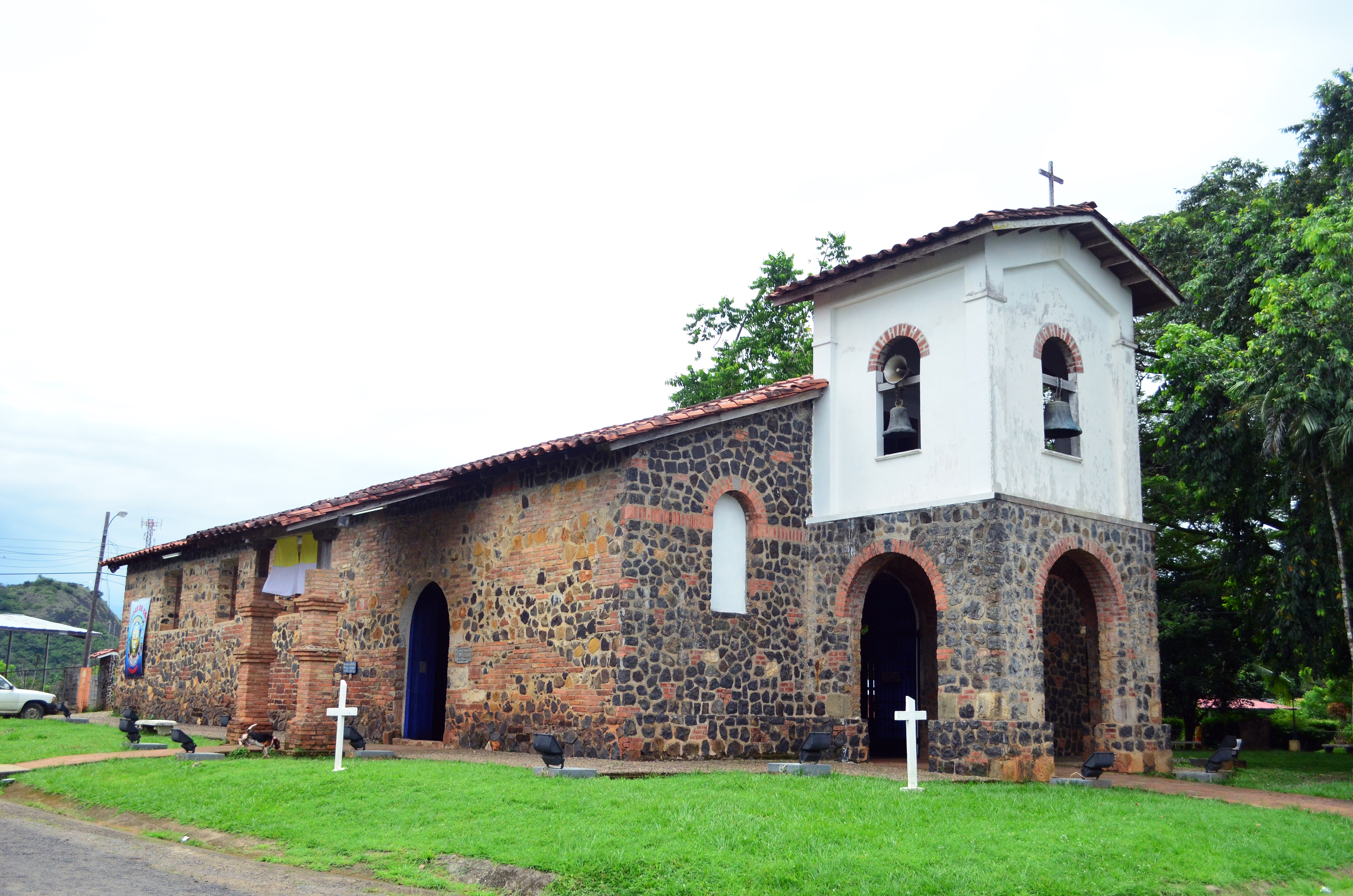
Iglesia de San Francisco de la Montaña en el pueblo homónimo

Introducido por los castellanos, el catolicismo era la principal religión del país. Los católicos se encuentran en todo el país y en todos los niveles sociales.

### Protestantismo

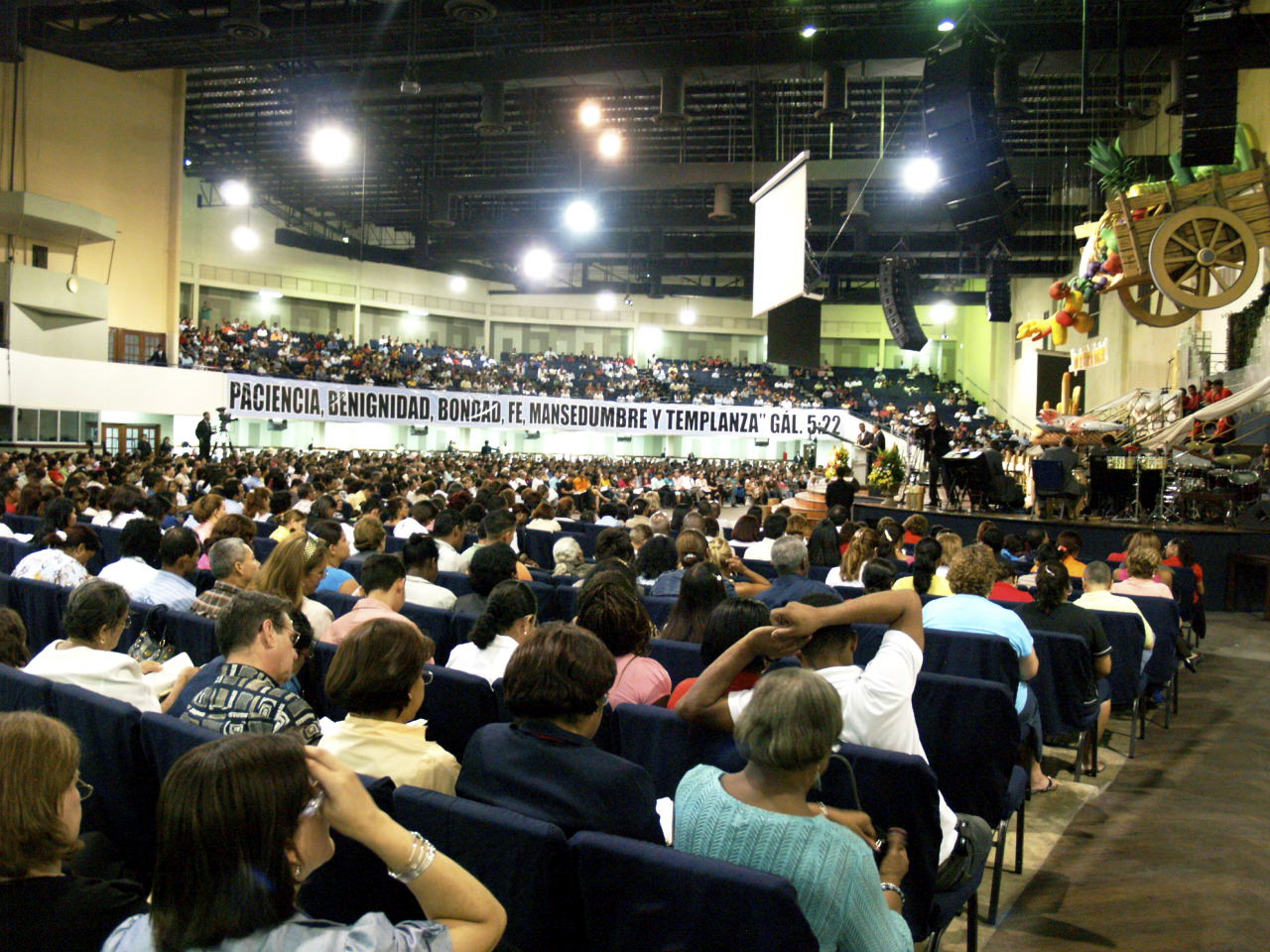
Comunidad apostólica Hossana en la Ciudad de Panamá.

Tradicionalmente era el siguiente grupo en importancia porcentual es el de cristianos protestantes, que también se encuentran en todo el territorio nacional y cuentan con una alta tasa de crecimiento en el país.  Entre los principales grupos protestantes, se incluyen las iglesias evangélicas pentecostales como las Asambleas de Dios, La Iglesia Cuadrangular, además la Convención Bautista del Sur y otras iglesias bautistas independientes, la Iglesia metodista unida, la Iglesia metodista del Caribe y las Américas y la Iglesia luterana, que es practicada por los pueblo de las Antillas y las comunidades de expatriados, los cuales se concentran en las provincias de Panamá y Colón. También hace presencia la Iglesia de Dios Ministerial de Jesucristo Internacional.en diferentes áreas encontramos la Iglesia de Cristo tanto en Panamá Centro como en diferentes provincias

### Mormones

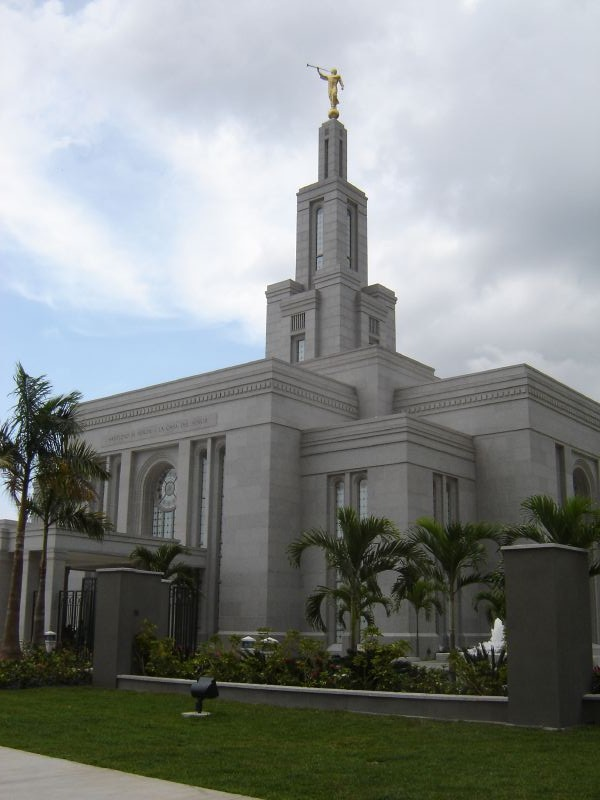
Templo mormón en Panamá.

En sus setenta y cinco años de presencia en Panamá, desde la llegada de los primeros mormones con la construcción del Canal de Panamá, el país cuenta a la fecha con unos 59,526 miembros, más de 73 congregaciones, un Templo, más de 200 misioneros de 18 naciones sirviendo en Panamá predicando el evangelio y sirviendo al prójimo y 170 jóvenes panameños sirviendo como misioneros de la Iglesia en 17 países alrededor del mundo.

## Judaísmo

### Período Colonial
La presencia de anusim o criptojudíos se ha registrado desde las primeras migraciones de españoles y portugueses en el territorio. No se evidencia la existencia de una comunidad judía que practicara abiertamente su religión mosaica debido a las limitaciones legales de la época. No obstante, es relevante mencionar un intento de establecimiento de una sinagoga liderado por el portugués Sebastián Rodríguez, quien fue detenido bajo cargos de judaizante. Sus cómplices en este asunto incluyeron a Antonio de Ávila, González de Silva, Domingo de Almeyda y un fraile mercedario que también practicaba el judaísmo. Cuatro médicos certificaron la presencia de la marca de la circuncisión en el caso de Rodríguez.

### Período de Unión a Colombia
Cuando el Istmo se unió al proyecto de Federación de Simón Bolívar, se produjo una nueva migración hebrea que revitalizó la fe mosaica en suelo istmeño. Estos primeros inmigrantes judíos llegaron bajo una nueva política inicial que promovía la libertad religiosa en los recién independizados territorios. Desempeñaron un papel crucial como intermediarios y traductores, actuando como enlaces entre la población local y los extranjeros que llegaban o transitaban por la región, gracias a su dominio de idiomas como el alemán, español, francés, inglés, neerlandés y papiamento.
Los judíos, tanto sefaradíes (judeoespañoles) como asquenazíes (judeoalemanes), comenzaron  a llegar en números significativos a Panamá a mediados del siglo XIX, atraídos por oportunidades económicas como la construcción del ferrocarril bioceánico y la fiebre del oro en California. Este flujo migratorio marcó un importante capítulo en la historia de la comunidad judía en Panamá.

### Período Republicano
La República de Panamá, en su forma actual, experimentaría una realidad muy diferente si no fuera por las notables contribuciones de la comunidad judía panameña. Su papel en la lucha por la independencia del país en 1903 fue de una importancia crucial y evitó el fracaso del movimiento separatista. Distinguidos miembros de la Congregación Kol Shearith Israel, como Isaac Brandon, M.D. Cardoze, M.A. De León, Joshua Lindo, Morris Lindo, Joshua Piza e Isaac L. Toledano, proporcionaron apoyo financiero fundamental a la Junta Revolucionaria cuando las promesas de fondos de Philippe Jean Bunau-Varilla no se materializaron. Sin su contribución, la vida de los líderes de la separación de Panamá de Colombia podría haber estado en peligro. Por lo tanto, la participación de la comunidad judía fue de vital importancia en ese momento histórico.
Luego de esta época, se produjeron otras olas de inmigración judía a Panamá. Durante la Primera Guerra Mundial , personas procedentes del Imperio otomano en desintegración llegaron al país. Después de la Segunda Guerra Mundial, hubo inmigración desde Europa, y también llegaron judíos de países árabes debido al éxodo provocado en 1948. Más recientemente, se sumaron inmigrantes judíos de naciones sudamericanas que atravesaron crisis económicas. Estos grupos han contribuido a la diversidad de la población judía en el Panamá actual.
El epicentro de la vida judía se encuentra en la Ciudad de Panamá, aunque históricamente se establecieron pequeñas comunidades judías en otras ciudades como Colón, David, Chitré, Las Tablas (desde finales del siglo XVII), La Chorrera, Santiago de Veraguas y Bocas del Toro. A medida que las familias se trasladaron a la capital en busca de educación para sus hijos y por motivos económicos, estas comunidades se disolvieron gradualmente.
A pesar de su relativamente pequeña demografía en relación con la población total del país (alrededor de cuatro millones de habitantes), la comunidad judía oscila entre 15,000 a 17,000 personas. Actualmente, la vibrante comunidad judía está concentrada en la Ciudad de Panamá, y se encuentra plenamente integrada a la sociedad panameña. A diferencia de otros países, los judíos panameños participan activamente en el comercio, gobierno, en funciones cívicas y diplomáticas. Exceptuando a Israel, Panamá es el único país del mundo que ha tenido dos presidentes judíos en el siglo XX:
- En la década de 1960, Max Delvalle ocupó primero el cargo de vicepresidente y luego el de presidente de la República. Delvalle es conocido por su discurso inaugural en el que afirmó: "Hoy hay dos presidentes judíos en el mundo, el presidente del Estado de Israel y yo".
- Luego, su sobrino, Eric Arturo Delvalle, asumió la presidencia de la República entre 1985 y 1988. Ambos fueron miembros de la sinagoga Kol Shearit Israel y estuvieron involucrados en la vida judía en Panamá.

## Bahaismo
La historia de la Fe Bahá'í en Panamá comienza con una mención de 'Abdu'l-Bahá, entonces jefe de la Fe Bahá'í, en el libro Comprimidos del Plan Divino, publicado en 1919. El mismo año, Martha Root, una instructora bahá'í destacada, hizo un viaje alrededor de Sudamérica e incluyó a Panamá en la vuelta del viaje por la costa oeste, pasando por las provincias de Panamá y Colón.
Los primeros pioneros bahá'ís comenzaron a instalarse en Panamá en 1940. La primera Asamblea Espiritual Local Bahá'í de Panamá, en la Ciudad de Panamá, fue elegida en 1946, y la Asamblea Espiritual Nacional fue elegida por primera vez en 1961. Más adelante, en 1972, los bahá'ís de Panamá inauguaron una Casa Bahá'í de Adoración ubicada en la cima del Cerro Sonsonate. El diseño de este templo estuvo a cargo del arquitecto británico Peter Tillotson, siendo su propuesta la elegida de entre unas 72 propuestas.
En 1983 y, nuevamente, en 1992, se produjeron algunos sellos conmemorativos bahá'í en Panamá, mientras que la comunidad volvió sus intereses a las regiones de San Miguelito y Chiriquí, con escuelas y una estación de radio. La Asociación de Religión de Archivos de Datos estimó que había unos 41.000 bahá'ís en 2005, mientras que otras fuentes lo sitúa cerca de 60.000

## Hinduismo
El hinduismo llega a Panamá a través de la inmigración india. La misma tuvo inicio en la época de la construcción del canal, hacia el año 1850. La comunidad hindú, en general, se ha adaptado bien a la vida y costumbres de Panamá.

### Hinduismo tradicional
Los hindúes cuentan con un Templo Hindú en la Ciudad de Panamá. El templo fue construido en 1987, por encargo del empresario Mohan H. Mayani. Su diseño estuvo a cargo del arquitecto Oscar Azar. Este templo es, a su vez, un atractivo turístico de la Ciudad de Panamá.

### ISKCON
La Asociación Internacional para la Conciencia de Krisna es un nuevo movimiento religioso de carácter hindú vaisnavista gaudía. Los «hare krishna», como comúnmente se les conoce, cuentan con un pequeño templo en Villa Zaíta, Las Cumbres. Desde el año 2005, los fieles de ISKCON han realizado una versión local del festival del Ratha yatra en la Ciudad de Panamá.

## El neopaganismo
En Panamá opera un pequeño número de neopaganos, y algunos Covens de Wicca Tradicional, al igual que hay muchos practicantes solitarios de Wicca Ecléctica, así como grupos organizados afiliados a la Federación Pagana Internacional. Hay nueve Covens Wiccanos afiliados a la Alianza de Wicca Hispanoamericana, la cual está instalada en 7 países latinoamericanos, incluyendo Panamá y su representante es el Coven Panamá 322 de Wicca Tradicional Hispanoamericana y Algard, también afiliado a la Federación Pagana Internacional: la cual cuenta con una baja aceptación social a nivel nacional debido a sus prácticas.

## Espiritualidad indígena
Los pueblos indígenas de Panamá también cuentan con creencias espirituales autóctonas; principalmente, de carácter animista. Por lo general, estas no están organizadas formalmente como religiones, sino que forman parte de la cultura y estilo de vida de estos pueblos.

### Mamä Tatdä
La religión Mamä Tatdä es un nuevo movimiento religioso sincretista iniciado en 1962 por Besikö Kruningrobu, una mujer ngäbe conocida también como «Mamä Chi». Según sus propios practicantes, la religión cuenta con más de 200 000 creyentes.

## Otras religiones
En el país también grupos de budistas, sij, y rastafaris.

### Islam

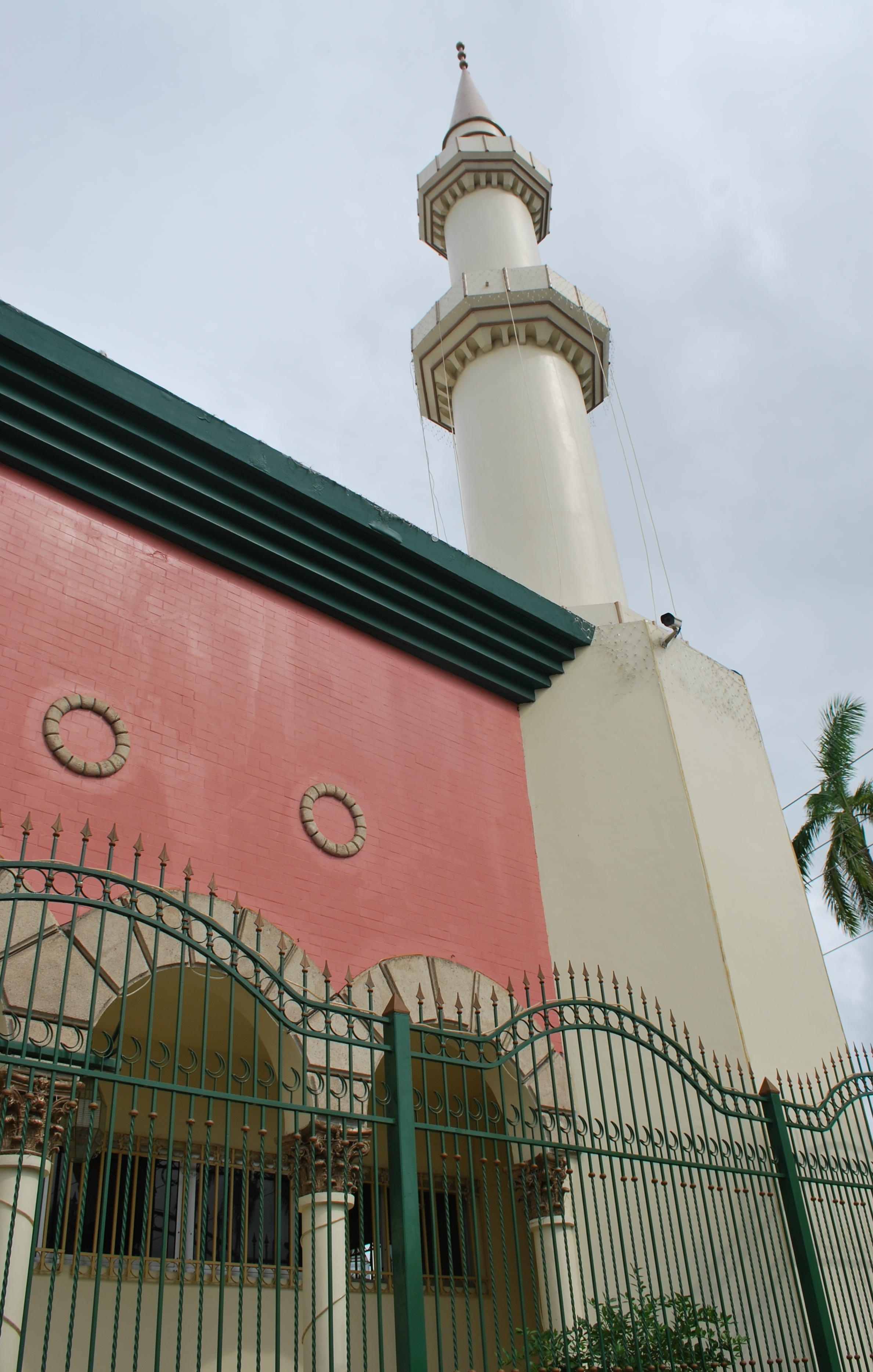
Mezquita en la ciudad de Colón.

El Islam cuenta con importantes poblaciones en la ciudad capital y en la ciudad de Colón. En San José de David también se pueden encontrar algunos grupos musulmanes minoritarios así como en otras ciudades provinciales La gran mayoría de los musulmanes son de origen libanés, palestino o de la India.

### Budismo

#### Escuela del Verdadero Buda
La Escuela del Verdadero Buda es un nuevo movimiento religioso de carácter budista vajrayāna. Desde 1996, los budistas de esta corriente formaron la Asociación Budista de Panamá y, en 2006, inauguraron el Templo Budista Chang Hung, ubicado en la Vía Transístmica, entre los límites de los corregimientos de Bella Vista y Bethania, Ciudad de Panamá.

#### Soka Gakkai
La Soka Gakkai, organización alineada con la escuela nichiren del budismo, existe en Panamá desde el año 1968.

#### Budismo tibetano
La escuela Karma Kagyu del budismo tibetano, en sí una escuela vajrayāna, cuenta con un pequeño centro Camino del Diamante en Coco del Mar, una localidad del corregimiento de San Francisco, Ciudad de Panamá.

### Sijismo
Los sij de Panamá provienen, principalmente, de la región de Sindh, en Pakistán, y la región del Panyab, ubicada entre dicho país y la India. Los sij cuentan con un gurdwara, el Gurdwara Guru Nanak Sahib, el cual fue inaugurado en 1986 y se encuentra ubicado en el corregimiento de Parque Lefevre, Ciudad de Panamá.

### Movimiento Rastafari
El primer contacto entre Panamá y lo que podría considerarse el proto-movimiento rastafari se da en los primeros años de la época republicana y tiene un vínculo estrecho con la afropanameñidad. Cerca de 1911, tras su expulsión de Costa Rica, Marcus Garvey, figura influyente para el movimiento pese a su distanciamiento y desacuerdo con el mismo, tuvo su primer contacto con Panamá, donde visitó Bocas del Toro y Colón y conoció las condiciones de trabajo de los afrodescendientes. Durante este viaje, llegó a trabajar en Colón como periodista en un bisemanario bilingüe llamado La Prensa (sin relación con el diario fundado en los años 80 bajo el mismo nombre). En esta misma época, un joven Leonard Howell, quién sería después el pionero del movimiento rastafari propiamiente hablando, trabajaría como marinero, viajando entre la ciudad de Nueva York y Panamá. Durante estos viajes, Howell se uniría, en Nueva York, a la Asociación Universal de Desarrollo Negro y la Liga de Comunidades Africanas de Garvey, para luego tener una estadía temporal en Colón, Panamá en 1918. Debido a estos sucesos y su percibida influencia en la formación eventual del Movimiento Rastafari, Rasta Nini, miembro de la comunidad rastafari y quien también fuera pionero del Reggae en Español, asegura que «Panamá debería ser considerada cuna del Rasta, del Movimiento Rastafari y de la cultura negra».
A principios de los años 2000, los rastafaris panameños fundan la Alianza Rastafari Panameña. Panamá también fue sede, en 2005, de la Primera Cumbre Rastafari Hispanoamericana.
La mayoría de rastafaris que hay en Panamá pertenecen a la orden Nyabinghi, aunque también existen Bobo Shantis.

## Libertad de culto
El gobierno de los Estados Unidos de América afirmó que no hubo informes de abusos o discriminación por motivos de creencia o práctica religiosa en 2007.